# Guilherme do Sacramento Neto
Guilherme do Sacramento Neto, est un homme politique santoméen. Il est le second président de l'Assemblée constituante en 1975.